# Guido Erhard
Guido Erhard (* 6. Oktober 1969 in Hanau; † 21. Februar 2002 in Offenbach) war ein deutscher Fußballspieler. Er spielte in der Position des Angreifers und erzielte in 67 Spielen in Erster und Zweiter Bundesliga zwölf Tore. Erhard maß 1,82 Meter und wog zu Spielzeiten 78 kg.
Erhard debütierte in der Saison 1988/89 bei Kickers Offenbach, konnte sich aber zunächst nicht beim Oberligisten durchsetzen. Erst nachdem ihn sein Mentor Norbert Janzon zum TSV 1860 München transferierte, blühte Erhard auf. Er stieg mit dem TSV in der Spielzeit 1990/91 aus der Bayernliga in die 2. Bundesliga Süd auf. Dabei etablierte er sich als Edeljoker und wurde Publikumsliebling. In der nächsten Saison erfolgte der erneute Abstieg in die Bayernliga und in den beiden folgenden Jahren der Durchmarsch von der Drittklassigkeit in die Bundesliga.
In der Bundesligaspielzeit 1994/95 schoss er, meist als Einwechselspieler für Bernhard Winkler und Peter Pacult, in 16 Spielen vier Tore. Am Beginn der darauffolgenden Spielzeit wurde er aber von den Neueinkäufen Olaf Bodden und Marek Lesniak auf die Tribüne verdrängt und wechselte noch im Sommer 1995 zum VfL Wolfsburg.
Beim damaligen Zweitligisten konnte er sich aber nicht gegen die etablierten Siegfried Reich und Sven Ratke sowie Neueinkauf Piotr Tyszkiewicz durchsetzen. Er kündigte seinen Vertrag und musste die Trennung von seiner Freundin verkraften. In der darauffolgenden Saison 1996/97 wechselte er zu 1. FSV Mainz 05, erlebte eine turbulente Saison und rutschte in tiefe Depressionen ab. Teamkollege Lars Schmidt berichtete später: „Einmal fing [Erhard] auf der Auswärtsfahrt zu einem Zweitligaspiel im Bus plötzlich an, sämtliche Selbstmordmöglichkeiten aufzuzählen“. Nach der Saison 1998/99, in der Erhard in 23 Spielen vier Tore erzielte, bekam er Selbsttötungsgedanken und ließ sich für sieben Monate ins Zentralinstitut für seelische Gesundheit in Mannheim einweisen. Dort wurden manisch-depressive Zustände diagnostiziert.
2000 kehrte er in den Alltag zurück, doch dann eskalierten die Depressionen. Erhard verstarb im Februar 2002 durch Suizid.